# جائزة التشيك الكبرى للدراجات النارية 1998
جائزة التشيك الكبرى للدراجات النارية 1998 هو سباق دراجات نارية أقيم بتاريخ 23 أغسطس 1998 في حلبة برنو. كان الجولة العاشرة من أصل 14 في سباق الجائزة الكبرى للدراجات النارية موسم 1998. فاز الإيطالي ماكس بياجي بفئة 500 سي سي.

## وصلات خارجية
- الموقع الرسمي